# C/2006 VZ13
Komet LINEAR, službeno imenovan kao C/2006 VZ13, je neperiodičan komet otkriven 13. studenog 2006. u sklopu projetka LINEAR.
Komet je najbliži prolaz kraj Zemlje imao 14. srpnja 2007. na udaljenosti od 0.57 AJ. Unatoč početnim predviđanjima komet je dosegao sjaj od + 8 magnituda i tako postao dostupan amaterskim promatranjima. Koma i rep kometa bili su izrazito modro zeleni.
Komet je kroz perihel prošao 10. kolovoza 2007. na udaljenosti do 1.015 AU.

## Vanjske poveznica
- Skica kometa